# Tonstein

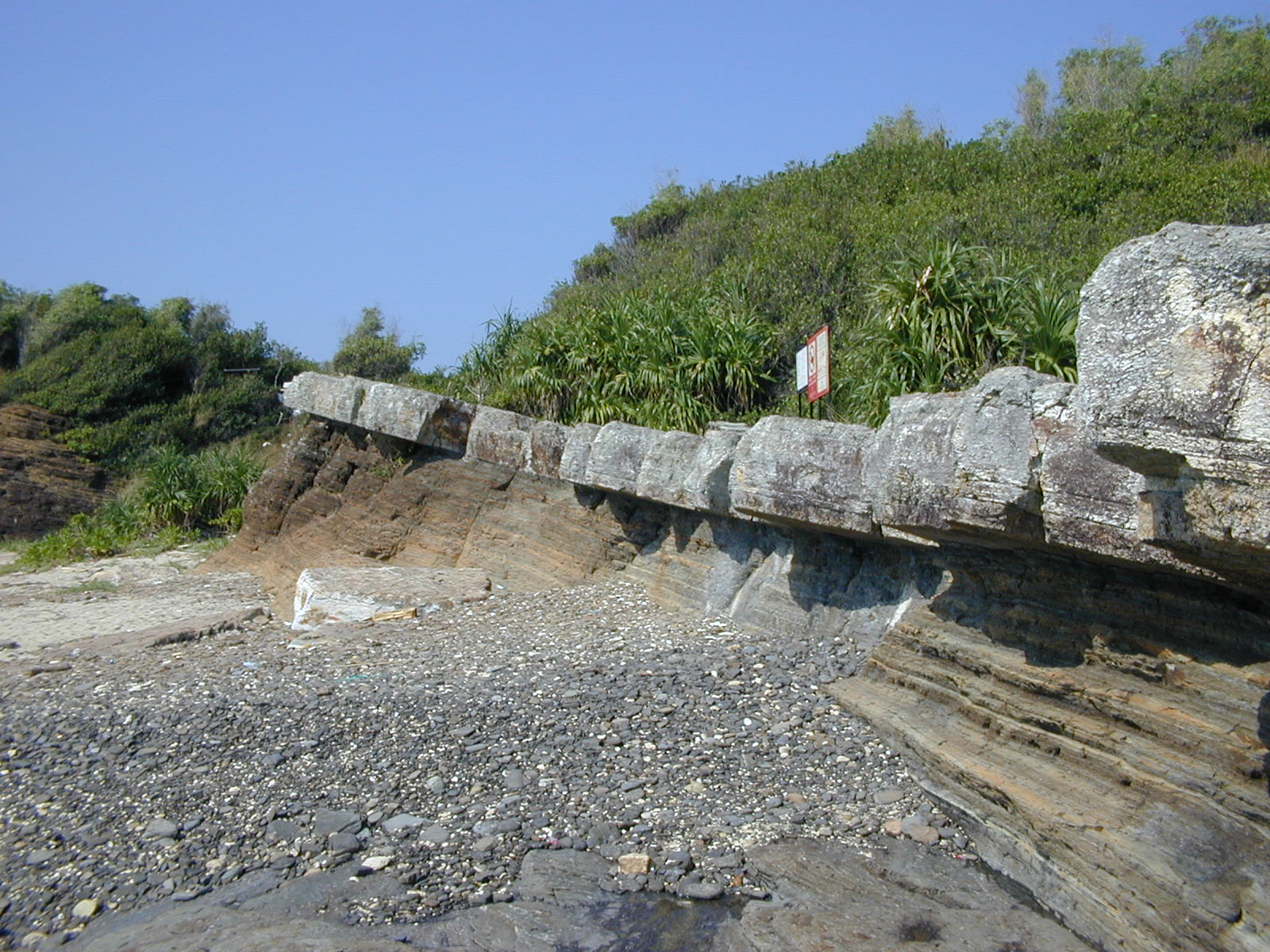
Abfolge sehr weicher, brauner und grauer Tonsteine, die von einer darüber liegenden harten Bank aus Kieselschiefer vor der Verwitterung geschützt werden. paläogene Ping-Chau-Formation, Hongkong.

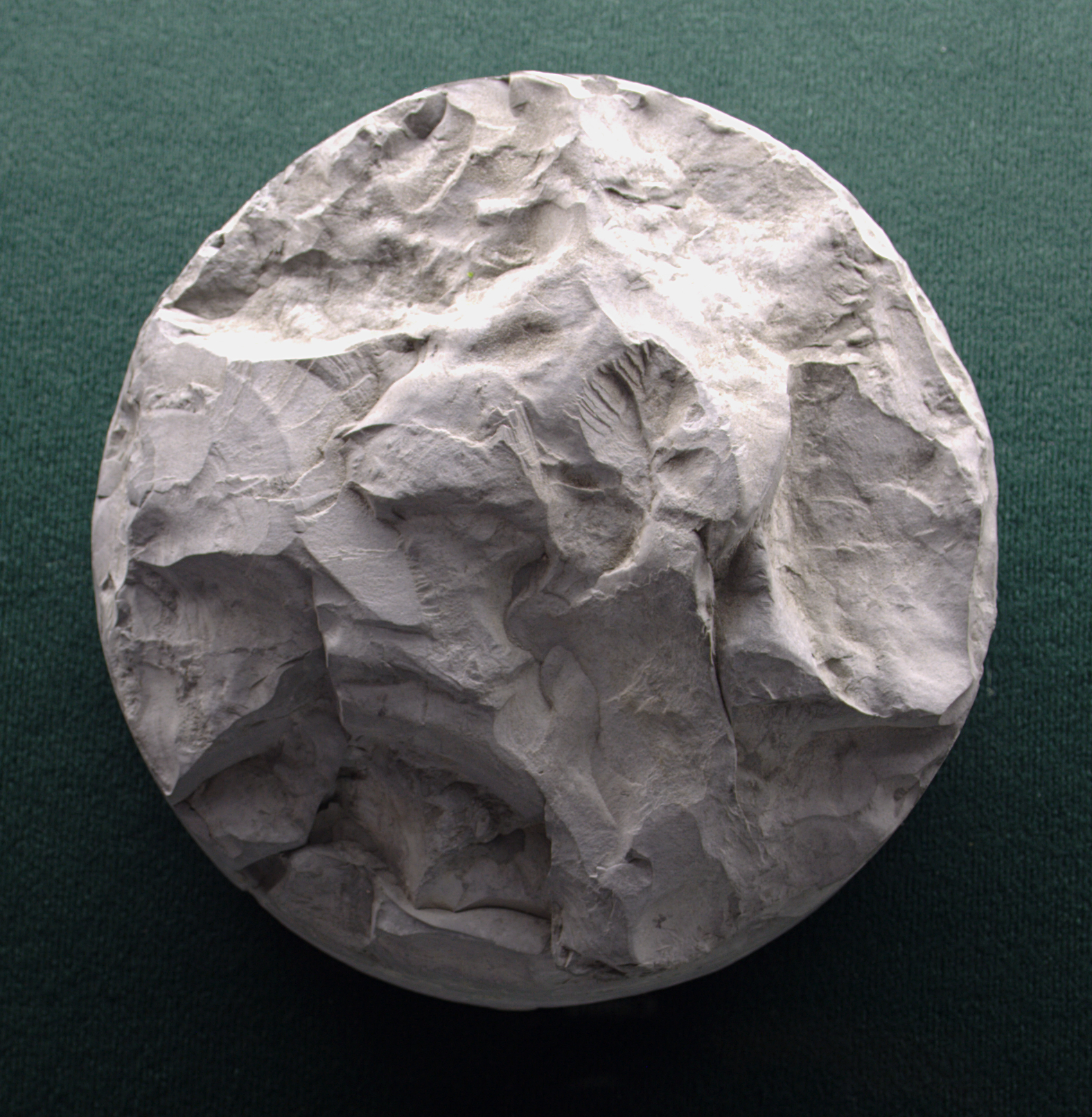
Handstück eines jurassischen Tonsteins.

Tonstein ist ein pelitisches Sedimentgestein (Korngröße kleiner als 0,002 mm) und besteht überwiegend aus Tonmineralen (z. B. Montmorillonit, Illit und Smectit). Weitere Gemengeteile sind Quarz, Feldspat und Carbonate.
Unter sapropelitischen Umständen entstandene, stark bituminöse Tonsteine werden allgemein Ölschiefer genannt. An den Schichtflächen leicht spaltbare, aber nicht metamorph beeinflusste Tonsteine werden als Schieferton bezeichnet.
Tonsteine treten in vielen verschiedenen Farben auf, so etwa hell- bis dunkelgrau, schwarz, rot und grün. Für die Farbe bestimmend sind Beimengungen von Limonit, Hämatit, Chlorit und organischen Kohlenstoffverbindungen wie Bitumen oder kohlige Bestandteile.
Unter Druck und Temperatur umgewandelter, meist zuvor dünnblättrig spaltender Tonstein wird als Tonschiefer bezeichnet. Die Spaltflächen dieses nun metamorphen Gesteins verlaufen mitunter nicht parallel zu den Schichtflächen, was zu einer Transversalschieferung führt. 
- Vorkommen in Deutschland (Auswahl):
  - Messel im Landkreis Darmstadt-Dieburg (Hessen)
  - Holzmaden (Baden-Württemberg), jurassischer Posidonienschiefer
  - Ohmden (Schwaben)
  - Niederschöna (Sachsen)

- Verwendung:
  - Tonsteine aus quellfähigen Tonmineralen (beispielsweise Montmorillonit) werden  in der Ziegel- und keramischen Industrie verwendet.